# Hormaphidinae
Hormaphidinae (лат.) — подсемейство тлей из семейства Aphididae. Юго-Восточная Азия.
Ранее, эту группу рассматривали в составе семейства тлей Thelaxidae, или выделяли в отдельное семейство Hormaphididae.

## Описание
Мелкие малоподвижные насекомые уплощённой формы (сходные с щитовками), длина 1-3 мм. Анальная пластинка двулопастная.
Ассоциированы с разнообразными древесными растениями, включая букоцветные и другие. Образуют галлы. Имеют железы, выделяющие воск.
В ходе молекулярно-филогенетических исследований была подтверждена монофилия подсемейства и её состав их 3 триб
- Триба Cerataphidini Baker, 1920[9]
  - Aleurodaphis van der Goot, 1917
  - Astegopteryx Karsch, 1890
  - Cerataphis Lichtenstein, 1882
  - Ceratocallis Qiao & Zhang, 1999
  - Ceratoglyphina  van der Goot, 1917
  - Ceratovacuna Zehntner, 1897
  - Chaitoregma Hille Ris Lambers & Basu, 1966
  - Doraphis Matsumura & Hori, 1929
  - Glyphinaphis van der Goot, 1917
  - Ktenopteryx Qiao & Zhang, 2003
  - Pseudoregma Doncaster, 1966
  - Tsugaphis Takahashi, 1957
  - Tuberaphis Takahashi, 1933
  - †Unicohormaphis  Wegierek & Zyla, 2011[10]
- Триба Hormaphidini
  - Hamamelistes Shimer, 1867
  - Hormaphis Osten-Sacken, 1861
  - Protohormaphis Shaposhnikov & Gabrid, 1987
- Триба Nipponaphidini
  - Atarsaphis Takahashi, 1958
  - Schizoneuraphis van der Goot, 1917
  - Allothoracaphis Takahashi, 1958
  - Asiphonipponaphis Chen, Sorin & Qiao, 2011[11]
  - Dermaphis Takahashi, 1958
  - Dinipponaphis  Takahashi, 1962
  - Distylaphis  Noordam, 1991
  - Euthoracaphis Takahashi, 1938
  - Indonipponaphis Ghosh & Raychaudhuri, 1973
  - Lithoaphis Takahashi, 1959
  - Mesothoracaphis Noordam, 1991
  - Metanipponaphis Takahashi, 1959
  - Metathoracaphis Sorin, 1987
  - Monzenia Takahashi, 1962
  - Neodermaphis Sorin, 2006
  - Neohormaphis Noordam, 1991
  - Neonipponaphis Takahashi, 1962
  - Neoreticulaphis Sorin, 1999
  - Neothoracaphis Takahashi, 1958
  - Nipponaphis Pergande, 1906
  - Paranipponaphis Takahashi, 1959
  - Parathoracaphis Takahashi, 1958
  - Parathoracaphisella Pramanick, Samanta, & Raychaudhuri, 1983
  - Pseudothoracaphis Raychaudhuri, Ghosh & Das, 1980
  - Quadrartus Monzen, 1954
  - Quernaphis Takahashi, 1958
  - Reticulaphis Takahashi, 1958
  - Schizoneuraphis Goot, 1917
  - Sinonipponaphis Tao, 1966
  - Thoracaphis Goot, 1917
- Incertae Sedis
  - †Dominicaphis Heie & Poinar, 1999
    - †Dominicaphis succini  Heie & Poinar, 1999

  - †Electrocornia Heie, 1972
    - †Electrocornia antiqua Heie, 1972

  - †Petiolaphioides Hong & Wang, 1990
    - †Petiolaphioides shandongensis

  - †Petiolaphis Hong & Wang, 1990
  - †Petiolaphis laiyangensis Hong & Wang, 1990